# برنارد فرايدبيرغ
برنارد فرايدبيرغ (بالعبرية: חיים דב פרידברג‏) هو عالم العبرية ‏ إسرائيلي، ولد في 19 ديسمبر 1876، وتوفي في 27 يناير 1961.